# Ondanks alles
Ondanks alles is een lied van de Nederlandse zangeres Glennis Grace. Het werd in 2013 als single uitgebracht en stond in 2015 als derde track op het album Bitterzoet - Live & Studio Sessies.

## Achtergrond
Ondanks alles is geschreven door Tjeerd Bomhof en geproduceerd door Edwin Evers. Het is een nummer uit het genre nederpop. In het lied zingt Glennis Grace over liefhebben in voorspoed, maar ook wanneer het lastig gaat in een relatie. Het lied was de titelsong van de film Smoorverliefd uit 2013. In de bijbehorende videoclip zijn meerdere scènes opgenomen op locaties waar de film eveneens werd gefilmd. 

## Hitnoteringen
De zangeres had succes met het lied in de hitlijsten van het Nederlands taalgebied. Het piekte op de 25e plaats van de Nederlandse Single Top 100 in de acht weken dat het in deze hitlijst te vinden was. De Nederlandse Top 40 werd niet bereikt; het kwam hier tot de derde plek van de Tipparade. Ook in de Vlaamse Ultratop 50 was er geen notering. Wel bereikte het de 72e positie van de Ultratip 100.